# Cuxhavener Deichverband
Der Cuxhavener Deichverband ist ein Deichverband mit Sitz in Cuxhaven.

## Verbandsgebiet
Der Cuxhavener Deichverband ist für einen Teil des Stadtgebietes in Cuxhaven zuständig. Das Gebiet umfasst alle im Schutz der Hauptdeiche gelegenen Grundstücke bis zu einer Höhe von NN +6,00 m inklusive der innerhalb dieses Gebietes liegenden höheren Bodenerhebungen.
Die Hauptdeichlinie im Zuständigkeitsbereich des Deichverbandes ist rund 13,5 Kilometer lang. Sie erstreckt sich von dem höher gelegenen Gelände der Wurster Heide im Nordwesten bis kurz vor das Sielbauwerk der Baumrönne an der Elbe im Südosten.
Das Verbandsgebiet des Cuxhavener Deichverbandes grenzt im Südosten an das Verbandsgebiet des Hadelner Deich- und Gewässerverbandes.

## Aufgaben
Der Deichverband hat die Aufgabe, Grundstücke im Verbandsgebiet vor Sturmfluten zu schützen. Dazu unterhält er die im Verbandsgebiet liegenden Deiche.

## Verbandsstruktur
Der Verband wird von einem Ausschuss vertreten, der von den Verbandsmitgliedern gewählt wird. Der Ausschuss besteht aus 20 Mitgliedern und wählt seinerseits einen Vorstand, der mit fünf Mitgliedern besetzt ist.
Mitglieder des Verbandes sind alle Grundeigentümer und Erbbauberechtigten der im Verbandsgebiet gelegenen Grundstücke.